# Ataque desconocido de clave compartida
Un ataque desconocido de clave compartida (UKS) contra un acuerdo de clave autenticada (AK) o contra un acuerdo de clave autenticada con confirmación de clave ( AKC ), Tal y como lo definen Blake-Wilson y Menezes (1999), es un ataque por el cual una entidad {\displaystyle A} acaba creyendo que comparte una clave con {\displaystyle B}, y aunque este es el caso, {\displaystyle B} cree erróneamente que la clave la comparte con una entidad {\displaystyle E\neq A} .
En otras palabras, en un UKS, un oponente, por ejemplo Eva, fuerza a las partes honestas Alice y Bob a establecer una clave secreta donde al menos uno de ambos: Alice y Bob no sabe que la clave secreta se comparte con un tercero. Por ejemplo, Eva puede forzar a Bob para que crea que comparte la clave con Eva, mientras que en realidad comparte la clave con Alice. Quedando oculta la realidad, ya que Bob desconoce su "compartición de clave" con Alice.